# (39572) 1993 DQ1
1993 دي كيو 1 (ويعرف أيضًا باسم (39572) 1993 دي كيو 1 وفق تسمية الكوكب الصغير) (بالإنجليزية: 1993 DQ1)‏ هو كويكب ضمن حزام الكويكبات؛ وترتيبه 39572 من حيث الاكتشاف.
اكتُشف هذا الجُرم الفلكي بواسطة سبيس واتش في 26 فبراير 1993.

## وصلات خارجية
- (39572) 1993 DQ1 في قاعدة بيانات مختبر الدفع النفاث لأجرام النظام الشمسي الصغيرة

- الاكتشاف · مخطط المدار ·  العناصر المدارية · المعلمات المادية

- (39572) 1993 DQ1 على موقع ويكي سكاي: DSS2, SDSS, GALEX, IRAS, Hydrogen α, X-Ray, Astrophoto, Sky Map, Articles and images